# Un soir... par hasard
Un soir... par hasard est un film franco-belge réalisé par Ivan Govar, sorti en 1964.

## Synopsis
Après avoir fêté une importante découverte scientifique, André Ségonne, savant atomiste et chercheur sur l'anti-matière, est victime d'un accident de moto. Il est aussitôt recueilli par un couple étrange et mystérieux. André tombe amoureux de Florence, la maîtresse de maison.

## Fiche technique
- Titre : Un soir... par hasard
- Réalisation : Ivan Govar
- Scénario : André Allard, Jean-Claude Bergey et Ivan Govar, d'après le roman de Robert Collard (L'aventure commencera ce soir[1])
- Dialogues : Pierre Sabatier
- Photographie : Pierre Levent
- Son : René Breteau
- Décors : Jean Govaerts
- Musique : Louiguy
- Montage : Alix Paturel
- Production : GRK Films - Japa Film - Prodibel
- Durée : 84 minutes
- Date de sortie : 
  - France : 1er juillet 1964
- Affiche : Jean Mascii (France)

## Distribution
- Annette Stroyberg : Florence
- Michel Le Royer : André Ségonne
- Jean Servais : Piotr
- Pierre Brasseur : Le colonel Charlèze
- Gil Delamare